# Autostrada A54 (Belgia)
Autostrada belgiană A54 (clasificată ca E420), denumită și „La Carolorégienne”, este o autostradă scurtă care leagă Charleroi de Nivelles și, mai departe, de Bruxelles prin intermediul autostrăzii A7.

## Istoric
Dări în folosință:
- 1971 : Secțiunea Thiméon – Jumet-est (Djumet-oost) (A15 – Ieșirea 25)
- 1972 : Secțiunea Arquennes – Thiméon (A7 – A15)
- 1972 : Secțiunea Jumet-est (Djumet-oost) – Charleroi (Ieșirea 25 – R9)

## Traseu
| Descrierea traseului | |         |
| A54 E420             | |         |
| Arquennes            | Nod rutier între A7 și A54: Bruxelles, Nivelles. | A7 E19  |
|                      | Granița provincială între Brabantul Valon și Hainaut. |         |
| 20 - Petit Rœulx     | Orașe deservite: Petit-Rœulx-lez-Nivelles, Parcul industrial Nivelles-Sud. | N230    |
|                      | Granița provincială între Hainaut și Brabantul Valon. |         |
|                      | Granița provincială între Brabantul Valon și Hainaut. |         |
|                      | Zonă de parcare: Fromiée (în ambele sensuri). |         |
| 21 - Luttre          | Orașe deservite: Pont-à-Celles, Liberchies, Luttre, Les Bons Villers. |         |
| Thiméon              | Nod rutier între A15 și A54: Mons, Tournai; Liège, Namur, Parcul industrial Fleurus, Parcul industrial Martinrou, Parcul industrial Heppignies, Charleroi-Aéropôle, Parcul industrial Gosselies, Aeroportul Charleroi – Bruxelles Sud (Zona Cargo). | A15 E42 |
| 22 - Gosselies-Ouest | Orașe deservite: Gosselies, Courcelles, Roux. | N582    |
| 23 - Jumet-Nord      | Oraș deservit: Jumet-nord (nod rutier parțial). | N5      |
| 24 - Ransart         | Orașe deservite: Ransart, Aeroportul Charleroi – Bruxelles Sud, Parcul industrial Jumet. | N568    |
| 25 - Jumet-Est       | Oraș deservit: Jumet. |         |
| 26 - Lodelinsart     | Orașe deservite: Lodelinsart, Courcelles, Châtelet. | N569    |
| 27 - Charleroi-Nord  | Orașe deservite: Charleroi (nod rutier parțial). | N90     |
| Charleroi Nord       | Nod rutier între R9 și A54: Charleroi-vest, Dampremy, Mont-sur-Marchienne, Marchienne-au-Pont, Charleroi-est, Montignies-sur-Sambre, Zonă expozițională.                                                                                            | R9 E420 |
| A54 E420             | |         |